# Leutersdorf (Sassonia)
Leutersdorf è un comune di 4.015 abitanti della Sassonia, in Germania.
Appartiene al circondario (Landkreis) di Görlitz (targa GR).